# Montesquiou
Montesquiou (gaskonsko Montesquiu) je naselje in občina v južnem francoskem departmaju Gers regije Jug-Pireneji. Leta 2008 je naselje imelo 605 prebivalcev.

## Geografija
Naselje leži v pokrajini Gaskonji ob reki Osse, 27 km jugozahodno od Aucha.

## Uprava
Montesquiou je sedež istoimenskega kantona, v katerega so poleg njegove vključene še občine Armous-et-Cau, Bars, Bassoues, Castelnau-d'Anglès, Courties, Estipouy, Gazax-et-Baccarisse, L'Isle-de-Noé, Louslitges, Mascaras, Monclar-sur-Losse, Mouchès, Peyrusse-Grande, Peyrusse-Vieille, Pouylebon in Saint-Christaud z 2.893 prebivalci.
Kanton Montesquiou je sestavni del okrožja Mirande.

## Zanimivosti
Montesquiou je rojstni kraj stare plemiške družine Montesquiou, prvikrat omenjen v letu 985.
- cerkev sv. Martina iz 11. stoletja, romarska postaja na poti v Santiago de Compostelo (Via Tolosane);

## Pobratena mesta
- Roclincourt (Pas-de-Calais, Nord-Pas-de-Calais);